# Consiliul Mondial de Box
 World Boxing Council (WBC) (română Consiliul Mondial de Box) este una din cele patru organizații majore consacrate de IBHOF care oficializează Campionatul Mondial de Box, alături de IBF, WBA și WBO. A fost fondată în 1963 de 11 țări: Argentina, Brazilia, Chile, Filipine, Franța, Marea Britanie, Mexic, Peru, Puerto Rico, SUA și Venezuela.
La categoria semigrea, între 11 iulie 2008 și 19 iunie 2009, campion mondial a fost românul Adrian Diaconu.

## Campioni actuali
| Greutate:           | Campion:                         | Câștigat pe:       | Zile campion | Record |
| ------------------- | -------------------------------- | ------------------ | ------------ | ------ |
| Minimumweight       | Chayaphon Moonsri (THA)          | 6 noiembrie 2014   | 3794         | 52-0   |
| Light flyweight     | Ken Shiro (JPN)                  | 20 mai 2017        | 2868         | 15-0   |
| Flyweight           | Charlie Edwards (GBR)            | 22 decembrie 2018  | 2287         | 15-1   |
| Super flyweight     | Wisaksil Wangek (THA)            | 18 martie 2017     | 2931         | 47-4-1 |
| Bantamweight        | Nordine Oubaali (FRA)            | 19 ianuarie 2019   | 2259         | 15-0   |
| Bantamweight        | Takuma Inoue (JPN) (interimar)   | 30 decembrie 2018  | 2279         | 13-0   |
| Super bantamweight  | Rey Vargas (MEX)                 | 25 februarie 2017  | 2952         | 33-0   |
| Super bantamweight  | Tomoki Kameda (JPN) (interimar)  | 12 noiembrie 2018  | 2327         | 36-2   |
| Featherweight       | Gary Russell Jr (USA)            | 28 martie 2015     | 3652         | 29-1   |
| Super featherweight | Miguel Berchelt (MEX)            | 28 ianuarie 2017   | 2980         | 35-1   |
| Lightweight         | Mikey García (USA)               | 28 ianuarie 2017   | 2980         | 39-1   |
| Super lightweight   | José Carlos Ramírez (USA)        | 17 martie 2018     | 2567         | 24-0   |
| Welterweight        | Shawn Porter (USA)               | 8 septembrie 2018  | 2392         | 30-2-1 |
| Super welterweight  | Tony Harrison (USA)              | 22 decembrie 2018  | 2287         | 28-2   |
| Middleweight        | Saúl Álvarez (MEX)               | 15 septembrie 2018 | 2385         | 51-1-2 |
| Middleweight        | Jermall Charlo (USA) (interimar) | 21 aprilie 2018    | 2532         | 28-0   |
| Super middleweight  | Anthony Dirrell (USA)            | 23 februarie 2019  | 2224         | 33-1-1 |
| Light heavyweight   | Oleksandr Gvozdyk (UKR)          | 1 decembrie 2018   | 2308         | 16-0   |
| Cruiserweight       | Oleksandr Usyk (UKR)             | 27 ianuarie 2018   | 2616         | 16-0   |
| Heavyweight         | Deontay Wilder (USA)             | 17 ianuarie 2015   | 3722         | 40-0-1 |

## Vezi și
- Lista campionilor mondiali la box, WBC

## Legături externe
- Site oficial WBC